# Atriplex hastata
Espèce
Statut de conservation UICN

 LC  : Préoccupation mineure
Atriplex hastata, l'Arroche prostrée ou Arroche hastée est une plante herbacée de la famille des Amaranthacées.

## Synonyme
- Atriplex prostrata

## Liste des sous-espèces et variétés
Selon Tropicos (7 mars 2015) (Attention liste brute contenant possiblement des synonymes) :
- Atriplex hastata subsp. littoralis (L.) S. Pons
- Atriplex hastata subsp. patula (L.) S. Pons
- Atriplex hastata subsp. polonica Aellen
- Atriplex hastata var. calotheca Rafn
- Atriplex hastata var. hastata
- Atriplex hastata var. heterocarpa Fenzl
- Atriplex hastata var. heterosperma (Bunge) Regel ex Iljin
- Atriplex hastata var. oblanceolata (Vict. & J. Rousseau) B. Boivin
- Atriplex hastata var. prostrata (Boucher ex DC.) Lange
- Atriplex hastata var. salina Wallr.
- Atriplex hastata var. triangularis (Willd.) Moq.